# Nikolaj Lyrtjikov
Nikolaj Lyrtjikov (russisk: Никола́й Ильи́ч Лы́рчиков) (født 8. marts 1954 i Rogozikha i Sovjetunionen) er en sovjetisk filminstruktør og manuskriptforfatter.

## Filmografi
- Bezumnyj den inzjenera Barkasova (Безумный день инженера Баркасова, 1983)[1][2]
- Jesjjo ljublju, jesjjo nadejus (Ещё люблю, ещё надеюсь, 1984)